# Нестиар
Нестиар (Нестиарское) — озеро в Воскресенском районе Нижегородской области, входит в ООПТ «Озеро Нестиар».

## Описание
Озеро овальной формы эолового происхождения. Берега местами заболоченные. Глубина озера 20 метров. На дне сапропель отсутствует. На юго-востоке из озера вытекает ручей. Северо-восточные береговые склоны высокие, остальные низкие и пологие, заболоченные. На берегах расположены сёла Нестиары и Заозерье. На поверхности воды — плавающие листья кувшинок и кубышек, подводные луга образуют рдесты. Здесь отмечены редкие виды животных и растений, занесённые в Красную книгу Нижегородской области — чомга, ива лапландская, осока вилюйская, рдест длиннейший, кувшинка четырёхгранная.

## Предания

### О названии
Существует несколько легенд, объясняющих название озера. Согласно первой легенде, название озера происходит от имени монаха Нестера, ушедшего под воду вместе с основанным им монастырём во время нашествия войск хана Батыя.
Вторая легенда уже говорит о двух охотниках, вышедших на берега этого озера в ненастную погоду и поэтому назвавших это озеро Ненастный Яр.
Ещё одна легенда повествует о девушке Настасье, которая была изуродована, но, искупавшись в этом озере, вернула себе былую красоту, вследствие чего отдала своё имя озеру.

### О причинах народного почитания
Ещё одно предание приписывает Нестияру чудесные свойства священного убежища (по образцу близлежащего, в 32,3 км к северо-западу, Светлояра), в частности, сообщает о некогда перенесшейся по воздуху на берега Нестиара церкви из города Васильсурска (сюжет воспроизведён и в литературе XIX века, в рассказе одного из действующих лиц романа Мельникова-Печерского «В леса́х»).